# Echinoderes multisetosus
Echinoderes multisetosus är en djurart som tillhör fylumet pansarmaskar och som beskrevs av Andrej V. Adrianov 1989.
Echinoderes multisetosus ingår i släktet Echinoderes och familjen Echinoderidae. Inga underarter finns listade i Catalogue of Life.